# Whitton (Shropshire)
Whitton – wieś i civil parish w Anglii, w hrabstwie Shropshire. W 2011 civil parish liczyła 239 mieszkańców. Whitton jest wspomniana w Domesday Book (1086) jako Wibetune.